# Park im. Bolesława Chrobrego w Stargardzie
Park im. Bolesława Chrobrego w Stargardzie – najstarszy i największy obszar zieleni miejskiej, utworzony na terenie dawnych wałów ziemnych, zagospodarowany i splantowany w XVIII wieku.

## Położenie
Park znajduje się w środkowej części miasta, okala Stare Miasto od północy i zachodu. Przez całą długość parku przebiega aleja Słowicza wytyczona na dawnym wale ziemnym. Ogranicza go obrys murów obronnych oraz ulice: Portowa, Struga, Wojska Polskiego, pl. Wolności, Skwer Jana Pawła II, Czarnieckiego. Graniczy z Parkiem Zamkowym oraz Parkiem Piastowskim.

## Historia
Wraz z demilitaryzacją miasta na znaczeniu traciły wały i fosy. W związku z tym Bastion Szubieniczy i większość wałów  obniżono a teren zadrzewiono, pierwotnych rozmiarów pozostał jedynie Bastion Świętojański. W latach 1995–2000 przeprowadzono rewitalizację parku.

## Przyroda
Wśród drzew najliczniej występują gatunki liściaste (głównie klony zwyczajne, jawory, dęby, buki, lipy). Ponadto na terenie parku występują liczne gatunki krzewów (ok. 8 tys.)
Drzewami o największych obwodach są: topola biała – 498 cm, buk zwyczajny – 447 cm, dwa dęby szypułkowe – 346 i 315 cm, klon jawor – 314 cm, robinia akacjowa -216 cm.

## Zabytki
- fragment murów obronnych
- Baszta Morze Czerwone
- Brama Pyrzycka
- Cerkiew śś. Piotra i Pawła
- Wieża ciśnień